# مينه كوبوتا
مينه كوبوتا (باليابانية: 窪田ミナ؛ بالكانا: くぼた みな) هي ناشطة إسبرنتو وملحنة وعازفة بيانو يابانية، ولدت في 5 فبراير 1972 في فوكوكا في اليابان.

## وصلات خارجية
- الموقع الرسمي
- مينه كوبوتا على موقع IMDb (الإنجليزية)
- مينه كوبوتا على موقع ميوزك برينز (الإنجليزية)
- مينه كوبوتا على موقع أول موفي (الإنجليزية)
- مينه كوبوتا على موقع أول ميوزيك (الإنجليزية)
- مينه كوبوتا على موقع ديسكوغز (الإنجليزية)
- مينه كوبوتا على موقع قاعدة بيانات الفيلم (الإنجليزية)
- مينه كوبوتا على موقع ANN person (الإنجليزية)